# José Luis López Ramírez
José Luis López Ramírez (31 de março de 1981) é um futebolista profissional costarriquenho que atua como meia.

## Carreira
José Luis López Ramírez representou a Seleção Costarriquenha de Futebol nas Olimpíadas de 2004.